# Pajzsosfarkú kígyófélék
A pajzsosfarkú kígyófélék (Uropeltidae) a hüllők (Reptilia) osztályába, a  pikkelyes hüllők (Squamata) rendjébe és a kígyók (Serpentes) alrendjébe tartozó család.

8 nem és 47 faj tartozik a családba.
Karcsú és mindenütt egyforma vastag testű kígyók, fejük sem különül el a törzsüktől; farkuk rövid és tompán végződik, végét egy nagy pajzs vagy bordás pikkelyek borítják. Mindkét állkapcsuk fogakat visel, amelyek azonban kicsinyek és számuk sem nagy. Az állkapocscsontok erősek, de kevéssé tágíthatók. Az ínycsontok sohasem viselnek fogakat. A fejet nagy pajzsok, a törzset zsindelyszerű, sima pikkelyek borítják. A szemeik kicsinyek vagy nagyon kicsinyek, pupillájuk kerek. A pajzsosfarkúak ásó életmódot folytatnak.

## Rendszerezés
A családba az alábbi nemek és fajok tartoznak
- Brachyophidium (Wall, 1921) –  1 faj
  - Brachyophidium rhodogaster

- Melanophidium (Günther, 1864) –  3 faj
  - Melanophidium bilineatum
  - Melanophidium punctatum
  - Melanophidium wynaudense

- Platyplectrurus (Günther, 1868) – 2 faj
  - Platyplectrurus madurensis
  - Platyplectrurus trilineatus

- Plectrurus (Duméril, 1851) –  4 faj
  - Plectrurus aureus
  - Plectrurus canaricus
  - Plectrurus guentheri
  - Plectrurus perrotetii

- Pseudotyphlops (Schlegel, 1839) –  1 faj
  - Nagy pajzsosfarkú kígyó (Pseudotyphlops philippinus)

- Rhinophis (Hemprich, 1820) –  12 faj
  - Blyth-pajzsosfarkúkígyó (Rhinophis blythii)
  - Rhinophis dorsimaculatus
  - Rhinophis drummondhayi
  - Rhinophis fergusonianus
  - Rhinophis homolepis
  - Rhinophis oxyrynchus
  - Rhinophis philippinus
  - Rhinophis porrectus
  - Rhinophis punctatus
  - Rhinophis sanguineus
  - Rhinophis travancoricus
  - Rhinophis tricolorata

- Teretrurus (Beddome, 1886) –  1 faj
  - Teretrurus sanguineus

- Uropeltis (Cuvier, 1829) –  23 faj
  - Uropeltis arcticeps
  - Uropeltis beddomii
  - Uropeltis broughami
  - ceyloni pajzsosfarkúkígyó (Uropeltis ceylanica)
  - Uropeltis dindigalensis
  - Uropeltis ellioti
  - Uropeltis liura
  - Uropeltis macrolepis
  - Uropeltis macrorhyncha
  - Uropeltis maculata
  - Uropeltis melanogaster
  - Uropeltis myhendrae
  - Uropeltis nitida
  - Uropeltis ocellata
  - Uropeltis petersi
  - Uropeltis phillipsi
  - Uropeltis phipsonii
  - Uropeltis pulneyensis
  - Uropeltis rubrolineata
  - Uropeltis rubromaculata
  - Uropeltis ruhunae
  - Uropeltis smithi
  - Uropeltis woodmasoni